# Керченский трамвай

Трамвай на фоне КМК им. Войкова

Керченский трамвай — трамвайная система, существовавшая в городе Керчь с 1935 по 1941 год.

## История

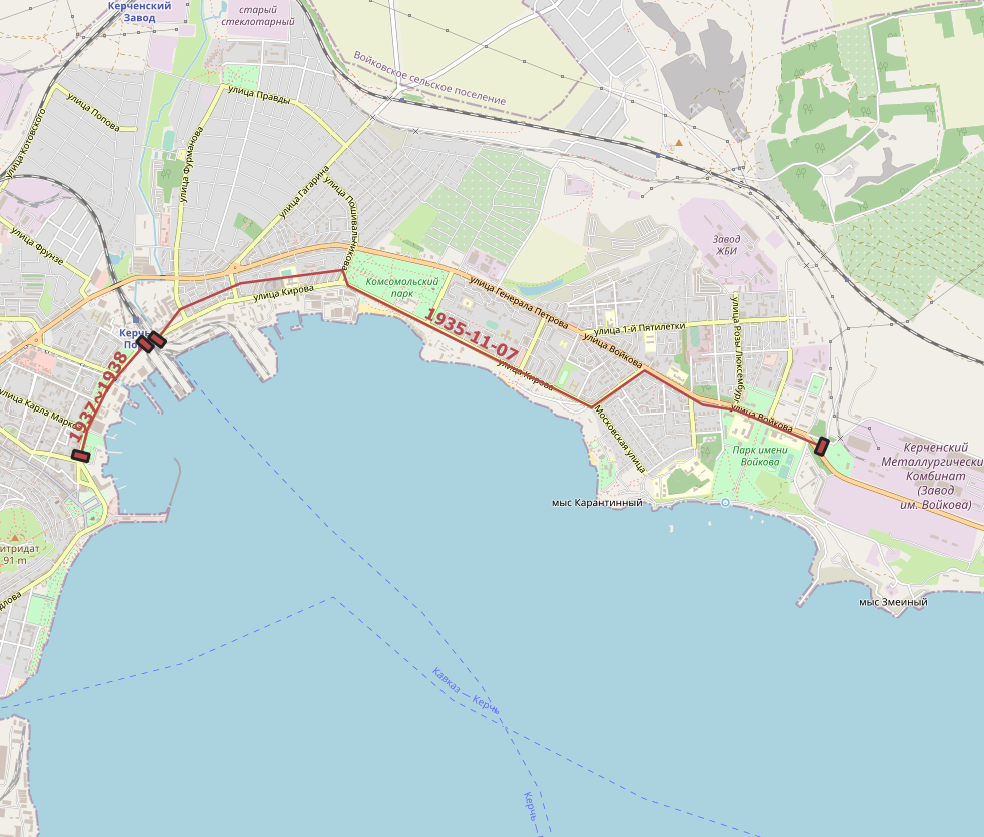
Схема с указанием дат открытия линий трамвая

Строительство трамвайного движения в Керчи было начато 1934 году маршрутом от Керченского металлургического комбината (КМК) имени Войкова до Консервного завода. В городе было построено трамвайное депо, установлены тяговые подстанции и проложено 5,9 километров путей. Движение по этому первому маршруту было открыто 7 ноября 1935 года. В 1937 году был проложен путь до городского банка (площадь Ленина) и открыт второй маршрут — Консервный завод — Банк. С вводом нового участка городская трамвайная сеть увеличилась до длины 7,2 км. Керчь, в отличие от остальных городов Крыма, имеющих узкую ширину колеи 1000 мм (Севастополь, Симферополь и Евпатория), имела стандартную широкую колею 1524 мм. В трамвайном депо имелось 12 вагонов Мытищинского завода типа Х и М.
Во время Великой Отечественной войны трамвайное депо и путевое хозяйство были уничтожены. После войны было принято решение не восстанавливать трамвай. Вагоны и уцелевшие пути были переданы в Симферополь. Керченский трамвай проработал всего 6 лет.
В 2004 году в Керчи был запущен другой вид электротранспорта — троллейбус.

## Маршруты
| Маршруты | Маршруты                             | Маршруты                                                                                  | Маршруты |
| № марш.  | Конечные пункты                      | Маршрут                                                                                   | Примечание |
| -------- | ------------------------------------ | ----------------------------------------------------------------------------------------- | --- |
| 1        | КМК им. Войкова — Консервный завод   | ул. Войкова — ул. Казакова — ул. Кирова — 1-я Аджимушкайская ул. — 2-я Аджимушкайская ул. | На конечной КМК им. Войкова было единственное трамвайное кольцо в городе. На Консервном заводе был треугольник.                                                      |
| 2        | Консервный завод — Банк (пл. Ленина) | ул. Кирова                                                                                | Маршрут не имел разворотных колец и треугольников вагоны работали в челночном составе. Конечная Консервный завод находилась через ж/д пути от конечной маршрута № 1. |

## Подвижной состав
- Х—М (6 поездов)